# Alchemilla cryptantha
Alchemilla cryptantha é uma espécie de rosácea do gênero Alchemilla, pertencente à família Rosaceae.